# 張曉飛
張曉飛（1899年—1952年），名效翼。四川省鄰水縣城南鄉人，民國人物。

## 生平[1][2]
- 本縣國民小學
- 省立農業專門學校
- 四川省立一中
- 國立武昌高等師範文史部畢業
- 中央研究院社會科學研究所結業
- 1923年4月，加入中國國民黨（黨證號渝20783；民國28年9月復登記黨證號孝9538）
- 1923年，加入中國社會主義青年團
- 上海大學社會科學院畢業，得文學士學位
- 發起中山主義研究會[3]、上海大學四川同鄉會會長
- 1925年，在上海大學加入中國共產黨
- 1925年-1926年間，任黃埔學校政治教官兼入伍部宣傳科長
- 1926年秋-1927年冬，中央派駐四川黨務宣傳員
- 國民革命軍十五軍秘書、政治部主任
- 1927年8月，任中共鄰水縣委書記
- 1928年，調梁山縣委書記、廣漢特支宣傳委員[4]
- 1928年秋至1932年間，任成都志城法學院、中山專門學校、四川大學等校講師、教授
- 1933年至1935年冬間，到康黔滇省邊地考查苗夷民
- 1936年至1940年間，任重慶大學教授兼註冊主任
- 1946年3月，甲種公職候選人考試及格[5]
- 第一屆國民大會鄰水縣候補代表
- 中國國民黨中宣部印刷所長
- 三民主義青年團四川支團監察書記
- 華大教授
- 四川省立教育學院農業經濟學專任教授
- 《九五日報》編輯
- 《西南日報》總主筆
- 陪都工商學院教務長、院長
- 1952年，被川東人民法院以反革命罪判處死刑